# Венді Лавер
Венді Лавер (народилася 1965 року) — американська історикиня та авторка багатьох публікацій про Голокост і Другу світову війну. З 2012 року очолює кафедру Джона К. Рота в клермонтському коледжі  МакКенна в Клермонті, штат Каліфорнія, а 2014 року її призначено директоркою мґрубліанського Центру з прав людини  у Клермонті. Станом на 2016 рік виконувала обов’язки тимчасової директорки Центру передових досліджень Голокосту Джека, Джозефа та Мортона Манделів при Меморіальному музеї Голокосту США у Вашингтоні, округ Колумбія.
Сфери досліджень Лавер охоплюють історію Німеччини та України у Другій світовій війні, Голокост, історію жінок, історію прав людини та порівняльні дослідження геноциду. Її книгу 2013 року «Фурії Гітлера: німецькі жінки у нацистських полях смерті» було перекладено 21 мовою й вона стала фіналістом Національної книжкової премії 2013 року в категорії документальної літератури та Національної єврейської книжкової премії. Книжка Лавер «Яр: сім'я, фотографія та відкрита трагедія Голокосту» (The Ravine: A Family, A Photograph, A Holocaust Massacre Revealed) (2021) здобула Національну єврейську книжкову премію в категорії Голокост, увійшла до короткого списку премії Вінґейта та довгого списку ПЕН-клубу.

## Освіта та кар'єра
Лавер народилася 1965 року. 1987 року здобула ступінь бакалавра в коледжі Гамільтон, а 1999 року — докторський ступінь з європейської історії в Американському університеті у Вашингтоні, округ Колумбія. З 2000 по 2004 рік була директоркою програм запрошених науковців у Меморіальному музеї Голокосту США (USHMM). З 2004 по 2007 рік була доценткою Університету Тоусона в Мериленді. Впродовж наступних п’яти років жила в Німеччині та працювала науковою співробітницею в Історичному семінарі Мюнхенського університету імені Людвіга Максиміліана, а з 2010 по 2012 рік була директоркою відділу досліджень усної історії USHMM. У 2011-2012 навчальному році була доценткою Сімейного центру вивчення Голокосту та геноциду родини Страсслер при Університеті Кларка. З 2012 року очолює кафедру Джона К. Рота в клермонтському коледжі МакКенна в Каліфорнії. 2014 року Лавер призначено директоркою мґрубліанського Центру з прав людини  у Клермонті. Станом на 2016 рік вона виконувала обов’язки тимчасової директорки Центру передових досліджень Голокосту Джека, Джозефа та Мортона Манделів при Меморіальному музеї Голокосту США у Вашингтоні, округ Колумбія.

## Дослідження Другої світової війни
За дослідження історії Німеччини, Польщі та України Лавер здобула численні нагороди та відзнаки. Її робота «Розбудова нацистської імперії та Голокост в Україні» здобула нагороду Choice у 2007 році та премію Бейкера-Бертона Південної історичної асоціації за найкращу першу роботу з історії Європи. У праці простежується історія України у Другій світовій війні після спроби заснувати німецькі колонії під керівництвом райхсфюрера СС Генріха Гіммлера та складна роль німецьких бюрократів, військових і місцевого населення у здійсненні Голокосту. Лавер вважає пихатість, страх, заздрість, а також слов’янство та комунізм центральними положеннями імперської політики нацистів у Східній Європі. Дослідження в архівах Житомира, який з 1941 по 1944 рік входив до складу Райхскомісаріату Німеччини, також привело Лавер до її наступного проєкту: дослідження ролі німецьких жінок у нацистській політиці геноциду в окупованій Польщі та Радянському Союзі. Ізабель Кершнер у The New York Times вважає, що дослідження науковиці «проливає нове світло на Голокост з гендерного погляду, на думку експертів, і ще більше підкреслює важливість ролі нижчих ешелонів у нацистському апараті вбивств».
Праця Лавер «Фурії Гітлера: німецькі жінки у нацистських полях смерті» вийшла англійською мовою 2013 року, а потім її перекладено 21 мовою. У книзі авторка розглядає майже 500 тис. жінок у Другій світовій війні, зокрема жінок у Польщі, Україні, Білорусі, Естонії, Латвії та Литві. Вона досліджує їхні спроби досягти своїх цілей «завоювання слов’янських народів... та вбивства їхніх євреїв» і розглядає питання, чому цих жінок-винуватиць не притягли до відповідальності після війни. У Сполучених Штатах книга стала фіналістом Національної книжкової премії в категорії публіцистичної літератури та Національної єврейської книжкової премії. Рецензії в журналах і газетах були майже одностайно позитивними. The Guardian назвав книгу «справді жахливою», але неоднозначно поставився до презентації: з одного боку, рецензент вважає, що Лавер проникливо передала фізичний і моральний ландшафт того часу, з іншого боку, її дослідження не охоплювало професійних вбивць усередині Головного управління безпеки Райху та в СС.

## Вибрані праці
- Розбудова нацистської імперії та Голокост в Україні. University of North Carolina Press, Chapel Hill 2005ISBN 0-8078-2960-9.
- Щоденник Самуеля Гольфарда та Голокост у Східній Галичині. Altamira Press, Lanham 2011.
- Фурії Гітлера: німецькі жінки у нацистських полях смерті. Houghton Mifflin Harcourt, Бостон 2013,ISBN 978-0-547-86338-2.
- Яр: сім’я, фотографія, розкрита різанина Голокосту. Houghton Mifflin Harcourt, Бостон 2021ISBN 978-0544828698.

## Зовнішні посилання
- Рецензії українською
- Венді Лауер. Фурії Гітлера. Німецькі жінки у нацистських полях смерті. Оглядає: Олександр Филипчук Листопад 2021  Опубліковано у часописі «Критика», №9–10, 2021
- Ілона Громлюк. Найстрашніша книжка у моєму житті
- Авторка книги «Фурії Гітлера» намагається описати долі жінок, які без офіційних посад у Третьому Рейху чинили Голокост — перекладачка
- Інтерв'ю
- Венді Лавер: "Геноцид – це злочин над злочинами"
- Подкаст та інтерв’ю з Лавер про «Фурії Гітлера» в мережі New Books Network : https://newbooksnetwork.com/wendy-lower-hitlers-furies-german-women-in-the-nazi-killing-fields-houghton-mifflin-harcourt- 2013-4/
- Розбудова нацистської імперії та Голокост в Україні : офіційна веб-сторінка на сайті преси університету Північної Кароліни.
- «Фурії Гітлера» : офіційна сторінка книги на вебсайті Національного книжкового фонду, зокрема запис читання книги Лавер
- Каліфорнійський університет у Сан-Дієго, Колекція живої історії Голокосту: Фурії Гітлера: Жінки Третього Рейху